# UTF-16
UTF-16 (Unicode Transformation Format, 16 bit) è una codifica di caratteri Unicode in sequenze di numeri a 16-bit. UTF-16 è definito ufficialmente nell'allegato Q dello standard ISO/IEC 10646, e viene descritto nella versione 3.0 e successive de "the Unicode standard", oltre che nel documento RFC 2781 della IETF.

## Codifica UTF-16
In UTF-16 i caratteri di Unicode con valore fino a 65535 (0xFFFF) vengono rappresentati con il loro valore numerico, espresso in 16 bit. I caratteri al di fuori del Basic Multilingual Plane, il cui codice è superiore a 65535 (0xFFFF) e non rappresentabile direttamente con 16 bit, vengono rappresentati con una coppia surrogata, ovvero una coppia di codici nell'intervallo da 0xD800 a 0xDFFF. Per esempio:
- il carattere A, corrispondente al codice 65 (0x41), viene rappresentato come 0x0041
- il carattere 0x10000 diventa la coppia 0xD800, 0xDC00
- il carattere 0x10FFFD, corrispondente al limite superiore di Unicode, viene rappresentato con la sequenza 0xDBFF, 0xDFFD.

Unicode non assegna a nessun carattere un valore compreso tra 0xD800 e 0xDFFF, evitando in questo modo che i singoli elementi di una coppia surrogata possano essere confusi con un carattere Unicode valido.

## Varianti di UTF-16
Ciascun code point UTF-16 viene memorizzato in un intero a 16 bit (uint16). Dato che l'ordine dei byte in una parola varia a seconda dell'architettura del calcolatore, UTF-16 prevede tre schemi di codifica, UTF-16, UTF-16LE (Little Endian) e UTF-16BE (Big Endian).
La codifica UTF-16 impone che l'ordine dei byte venga dichiarato esplicitamente aggiungendo un Byte Order Mark come prefisso di ogni testo codificato. Il BOM è la forma codificata del carattere Zero width, non breaking space, corrispondente all'esadecimale 0xFEFF, rappresentato come 0xFE,0xFF sui sistemi big endian e 0xFF, 0xFE sui sistemi little endian.
Le codifiche UTF-16BE e UTF-16LE sono identiche alla codifica UTF-16, con l'eccezione che l'ordine dei byte è implicito, big endian per UTF-16BE, e little endian per UTF-16LE. Il carattere 0xFEFF all'inizio di un testo rappresentato con una di queste due codifiche viene considerato parte del testo anziché come BOM.
La IANA ha approvato i nomi UTF-16, UTF-16BE e UTF-16LE, indifferentemente maiuscoli o minuscoli, per l'uso su Internet. I nomi UTF_16 o UTF16, comunemente usati, potrebbero essere riconosciuti da specifici linguaggi di programmazione o applicazioni, ma non sono ufficialmente validi.
UTF-16 è la rappresentazione nativa del testo per le versioni di Windows basate su NT, per il linguaggio di programmazione Java e per gli ambienti .NET e macOS Cocoa e Core.

## Esempi
| Carattere Unicode            | Nome                          | Codici UTF-16 | Carattere |
| ---------------------------- | ----------------------------- | ------------- | --------- |
| 122 (esadecimale 0x7A)       | Z minuscola (alfabeto latino) | 007A          | z         |
| 27700 (esadecimale 0x6C34)   | acqua (Cinese)                | 6C34          | 水        |
| 119070 (esadecimale 0x1D11E) | chiave di Sol                 | D834 DD1E     | 𝄞         |

| Tipo di codifica | Ordine dei byte        | Sequenza dei byte in memoria | Sequenza dei byte in memoria | Sequenza dei byte in memoria |
| Tipo di codifica | Ordine dei byte        | 水                           | z                            | 𝄞                            |
| ---------------- | ---------------------- | ---------------------------- | ---------------------------- | ---------------------------- |
| UTF-16LE         | little endian          | 34 6C                        | 7A 00                        | 34 D8 1E DD                  |
| UTF-16BE         | big endian             | 6C 34                        | 00 7A                        | D8 34 DD 1E                  |
| UTF-16LE + BOM   | little endian, con BOM | FF FE 34 6C                  | FF FE 7A 00                  | FF FE 34 D8 1E DD            |
| UTF-16BE + BOM   | big endian, con BOM    | FE FF 6C 34                  | FE FF 00 7A                  | FE FF D8 34 DD 1E            |

## Procedura di codifica UTF-16
Supponiamo di voler codificare il carattere U+64321 (esadecimale 0x64321). Essendo superiore a 0xFFFF deve essere rappresentato con una coppia surrogata, in questo modo:
```
v  = 0x64321
v′ = v - 0x10000
   = 0x54321
   = 0101 0100
 
0011 0010
 
0001
```

```
vh = 0101010000 // 10 bit alti di v′
vl = 1100100001 // 10 bit bassi di v′
w1 = 0xD800 //  w1 e w2 vengono inizializzati con la prima coppia surrogata
w2 = 0xDC00
w1 = w1 | vh
   = 1101 1000
 
0000
 
0000 | 01 0101 0000
   = 1101 1001 0101 0000
   = 0xD950
```

```
w2 = w2 | vl
   = 1101 1100
 
0000
 
0000 | 11 0010
 
0001
   = 1101 1111 0010
 
0001
   = 0xDF21
```

La rappresentazione del carattere U+64321 è quindi la seguente coppia di parole di 16 bit: 0xD950 0xDF21.